# 渡邉とかげ
渡邉 とかげ（わたなべ とかげ、1984年4月10日 - ）は、日本の女優。岐阜県出身。イマジネイション所属。クロムモリブデンの劇団員。血液型A型。

## 出演

### 舞台
- クロムモリブデン「猿の惑星は地球」（中野ザ・ポケット / HEPHALL）
- クロムモリブデン「マトリョーシカ地獄」（サンモールスタジオ / インディペンデントシアター2nd）
- クロムモリブデン「スチュワーデスデス」（下北沢・駅前劇場 / インディペンデントシアター2nd）
- クロムモリブデン「血が出て幸せ」（THEATER/TOPS / HEPHALL）
- クロムモリブデン「テキサス芝刈機」（青山円形劇場 / 伊丹・AIHALL）
- クロムモリブデン「空耳タワー」（赤坂レッドシアター / HEPHALL）
- クロムモリブデン「不躾なQ友」（赤坂レッドシアター）
- クロムモリブデン「恋する剥製」（赤坂レッドシアター / HEPHALL）
- クロムモリブデン「裸の女を持つ男」（シアタートラム）
- クロムモリブデン「節電 ボーダー トルネード」（赤坂レッドシアター / HEPHALL）
- クロムモリブデン「進化とみなしていいでしょう」（赤坂レッドシアター）
- クロムモリブデン「連続おともだち事件」（赤坂レッドシアター / HEPHALL）
- クロムモリブデン「曲がるカーブ」（赤坂レッドシアター / HEPHALL）
- クロムモリブデン「こわくないこわくない」（赤坂レッドシアター / HEPHALL）
- クロムモリブデン「翼とクチバシもください」（赤坂レッドシアター / HEPHALL）
- クロムモリブデン「空と雲とバラバラの奥さま」（吉祥寺シアター / HEPHALL）
- クロムモリブデン「たまには海が泳げ!」（花まる学習会王子小劇場）
- 劇団競泳水着「プリンで乾杯」（花まる学習会王子小劇場）
- タカハ劇団「GOD NO NAME」（下北沢駅前劇場）
- キリンバズウカ「マッチ・アップ・ポンプ」（川崎市アートセンター アルテリオ小劇場）
- 空想組曲「深海のカンパネルラ」（赤坂レッドシアター）
- 劇団BACCAS「STAND BY MY」（表参道GROUND）
- monophonic orchestra「さよなら、三上くん」（APOCシアター）
- リジッター企画「クルりクルりと、光の方へ」（サンモールスタジオ）
- リジッター企画「そこのこと」（CBGKシブゲキ!!）
- 自転車キンクリ—トＳＴＯＲＥ「ライク・ア・ファーザー」（下北沢ＯＦＦＯＦＦシアター）
- Mrs.fictions「伯爵のおるすばん」（吉祥寺シアター）
- 吉祥寺GORILLA「くるっていきたい」（ひつじ座）
- KOKAMI@network「地球防衛軍苦情処理係」（新宿サザンシアター高島屋 / サンケイホールブリーゼ）
- ジェットラグプロデュース「通りすがりのYouTuber」（CBGKシブゲキ!!）
- 趣向 べつのほしにいくまえに（神奈川県立青少年センター スタジオHIKARI）[1]
- ロデオ★座★ヘヴン「法王庁の避妊法」（「劇」小劇場）[2]

### TV
- 任侠ヘルパースペシャル（フジテレビ）
- カエルの王女さま（フジテレビ）
- 妖精おじさん（WOWOW）
- 別れたら好きな人（フジテレビ）
- 土曜時代ドラマ そろばん侍 風の市兵衛（NHK総合テレビ）
- バベル九朔（日本テレビ）

### 映画
- 東京でひとり（河合承平監督）主演
- 踊る大捜査線 THE FINAL 新たなる希望（本広克行監督）

### ラジオ
- 海路（NHK-FM）
- バス旅スト（TOKYO FM）北海道編
- NISSAN あ、安部礼司〜BEYOND THE AVERAGE（TOKYO FM）第634回 ゴウダビビ役
- NISSAN あ、安部礼司〜BEYOND THE AVERAGE（TOKYO FM）第742回 文月芙美役

### その他
- 俳優寄席 夏葉亭一門会「牛ほめ」「たぬき」
- Netflix リラックマとカオルさん プリビズ出演